# Chapal Skymark
Le Chapal Skymark est un gratte-ciel en construction à Karachi au Pakistan. Il s'élèvera à 210 mètres. 